# San Francisco, Berriozábal
San Francisco är en ort i Mexiko.   Den ligger i kommunen Berriozábal och delstaten Chiapas, i den sydöstra delen av landet, 700 km öster om huvudstaden Mexico City. San Francisco ligger 945 meter över havet och antalet invånare är 141.
Terrängen runt San Francisco är kuperad österut, men västerut är den platt. Runt San Francisco är det mycket tätbefolkat, med 1 056 invånare per kvadratkilometer. Närmaste större samhälle är Tuxtla Gutiérrez, 18,0 km öster om San Francisco. I omgivningarna runt San Francisco växer huvudsakligen savannskog.